# SunStroke Project
SunStroke Project est un groupe de musique moldave.
Le groupe a été formé en 2008. En 2009, ils participent au concours O melodie Pentru Europa 2009 avec la chanson "No crime" pour tenter de représenter leurs pays (la Moldavie) au concours Eurovision de la chanson 2009. Ils échouent et terminent troisièmes. Par la suite, Pasha Parfeny quittera le groupe. 
Ils retentent leur chance pour représenter leurs pays au concours Eurovision de la chanson 2010 au O melodie pentru Europa 2010 avec la chanson Run Away. Ils sont accompagnés de la chanteuse Olia Tira. Ils gagnent le concours haut la main.
À l'Eurovision, ils finiront à la 22e place sur 25 participants, après avoir passé de justesse les demi-finales. Le solo du saxophoniste Sergey Stepanov durant l'Eurovision 2010 est devenu un mème Internet sous le nom d'Epic sax guy.
Le groupe re-retente de représenter leurs pays en 2015 avec la chanson "Lonely", mais échouent aux auditions en direct de O melodie pentru Europa 2015.
Le 25 février 2017, ils sont choisis pour la seconde fois lors de la même finale nationale pour représenter la Moldavie au Concours Eurovision de la Chanson en 2017 avec la chanson Hey Mamma!,. Ils finissent 2e en demi-finale et à la 3e place du classement en finale. 
Anton Ragoza, le violoniste, quitte le groupe en 2019

## Membres
- Sergei Yalovitsky (chant)
- Sergey Stepanov (saxophone)

## Anciens membres
- Pasha Parfeny (chant)
- Aleksei Myslicky
- Anton Ragoza (violon)